# Potatis i parketten
Potatis i parketten är en vandringssägen, även kallad klintbergare. Den går ut på att invandrare river upp parketten i sina lägenheter för att odla potatis, lök eller att de bor i tält i vardagsrummet. Man kan tolka budskapet i sägnen som att invandrare inte klarar av att anpassa sig till de moderna svenska normer som gäller för lägenhetsboende. Budskapet kan därför ses som mer eller mindre främlingsfientligt.
Det finns belägg för att historien berättats från slutet av 1950-talet, då med svenska landsbygdsbor i rollerna som ovana lägenhetsboende. Sägnen var särskilt spridd under 1970-talet.

## Potatis i parketten i populärkultur
Myten har också omsjungits av Doktor Kosmos, närmare bestämt i låten "Utbildningen" som var med på albumet Evas Story. I låten tror Doktor Knark på myten eftersom han saknar utbildning. I The Latin Kings genombrottslåt Snubben finns textraden ..Tror du verkligen jag odlar lök i vardagsrummet...